# Grania dolichura
Grania dolichura är en ringmaskart som beskrevs av Rota och Erséus 2000. Grania dolichura ingår i släktet Grania och familjen småringmaskar. Inga underarter finns listade i Catalogue of Life.